# 岩美町立岩美南小学校
岩美町立岩美南小学校（いわみちょうりつ いわみみなみしょうがっこう）は、鳥取県岩美郡岩美町新井にある公立小学校。

## 沿革
- 2001年（平成13年）4月 - 本庄・小田・岩井・蒲生の4小学校を統合し開校。

## 通学区域
- 恩志、高山、新井、河崎、太田、本庄、大坂、小田、外邑、唐川、延興寺、池谷、黒谷、荒金、院内、長郷、高住、岩常、白地、長谷、真名、岩井、宇治、鳥越、洗井、銀山、蒲生、馬場、相山

## 進学先中学校
- 岩美町立岩美中学校

## 校区内の主な施設
- 岩井温泉

## 通学区域が隣接している学校
- 岩美町立岩美北小学校
- 岩美町立岩美西小学校
- 鳥取市立福部未来学園
- 鳥取市立国府東小学校
- （兵庫県）新温泉町立温泉小学校
- （兵庫県）新温泉町立浜坂西小学校